# Pseudotrochalus nigrosericatus
Pseudotrochalus nigrosericatus är en skalbaggsart som beskrevs av Max Quedenfeldt 1884. Pseudotrochalus nigrosericatus ingår i släktet Pseudotrochalus och familjen Melolonthidae. Inga underarter finns listade i Catalogue of Life.